# Jacek Petrycki
Jacek Petrycki (ur. 1 grudnia 1948 w Poznaniu) – polski operator filmowy oraz reżyser i scenarzysta.

## Życiorys
Jest synem Romana Petryckiego, także operatora filmowego, oraz Anny z Grońskich. Jego dziadkiem był Józef Petrycki, dziennikarz i poseł na Sejm z ramienia Stronnictwa Narodowego, a stryjem Bolesław Petrycki, profesor architektury. Bratem matki był Stanisław Groński, alpinista.
W 1970 został absolwentem Wydziału Operatorskiego Państwowej Wyższej Szkoły Filmowej, Telewizyjnej i Teatralnej im. Leona Schillera w Łodzi. Dyplom uzyskał w 1976. Był członkiem jury konkursu głównego na VIII Międzynarodowym Festiwalu Sztuki Autorów Zdjęć Filmowych Plus Camerimage w Łodzi w 2000.  Był autorem zdjęć do nominowanego do Oscara filmu 89 mm od Europy.
15 stycznia 2010 odebrał z rąk ministra kultury i dziedzictwa narodowego Bogdana Zdrojewskiego Srebrny Medal „Zasłużony Kulturze Gloria Artis”. Od 1987 jest współpracownikiem brytyjskiej telewizji Channel 4 oraz BBC.